# Premio al mejor Baloncestista Masculino del Año de la Southeastern Conference
El Premio al mejor Baloncestista Masculino del Año de la Southeastern Conference Conference (en inglés, Southeastern Conference Men's Basketball Player of the Year) es un galardón que otorga la Southeastern Conference al jugador de baloncesto masculino más destacado del año. El premio fue entregado por primera vez en la temporada 1964–65. Kentucky es la universidad con más premios con 18, seguida de Tennessee con catorce. Dos universidades no cuentan con ningún vencedor: Missouri y Texas A&M, miembros desde 2012.
Tres organizaciones diferentes han entregado el premio:
- United Press International (1965–1992)
- Associated Press (1965–presente)
- Entrenadores de la SEC (1987–presente)

## Ganadores

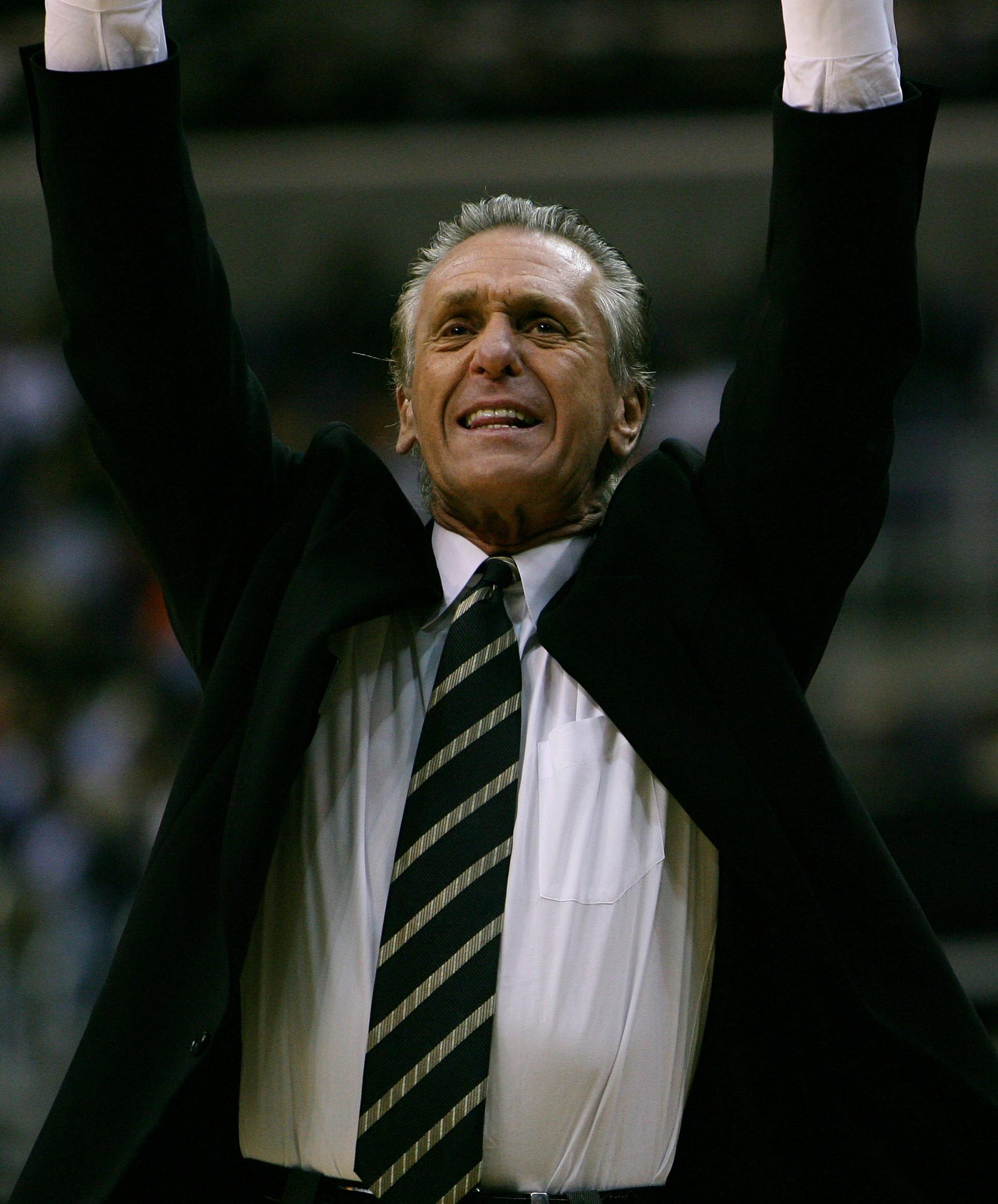
Pat Riley compartió el premio en 1966 con Clyde Lee.

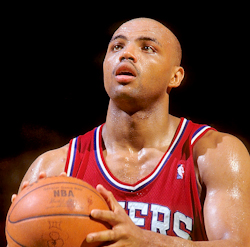
Charles Barkley ganó el premio en 1984 con Auburn.

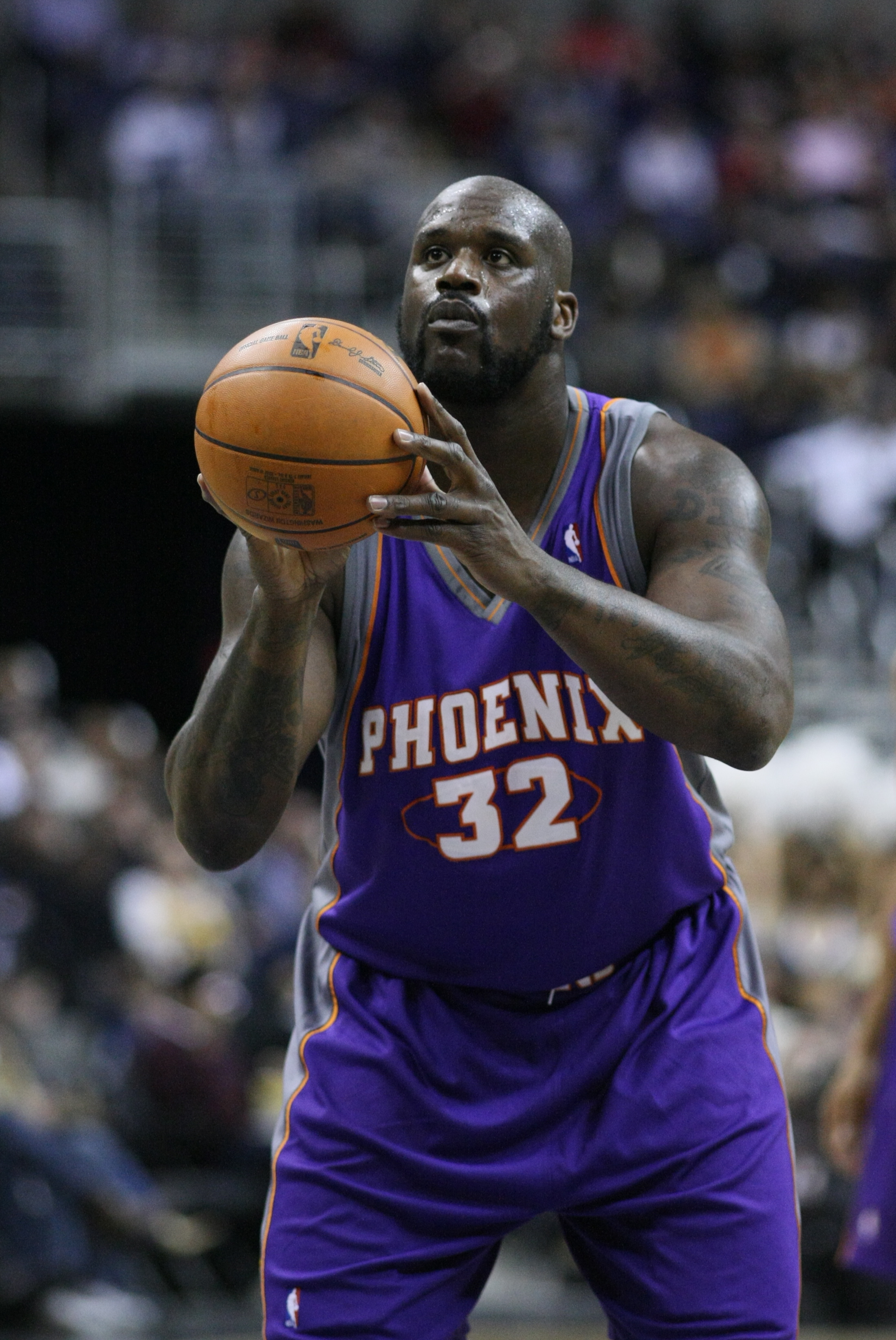
Shaquille O'Neal ganó en 1991 y 1992 con LSU.

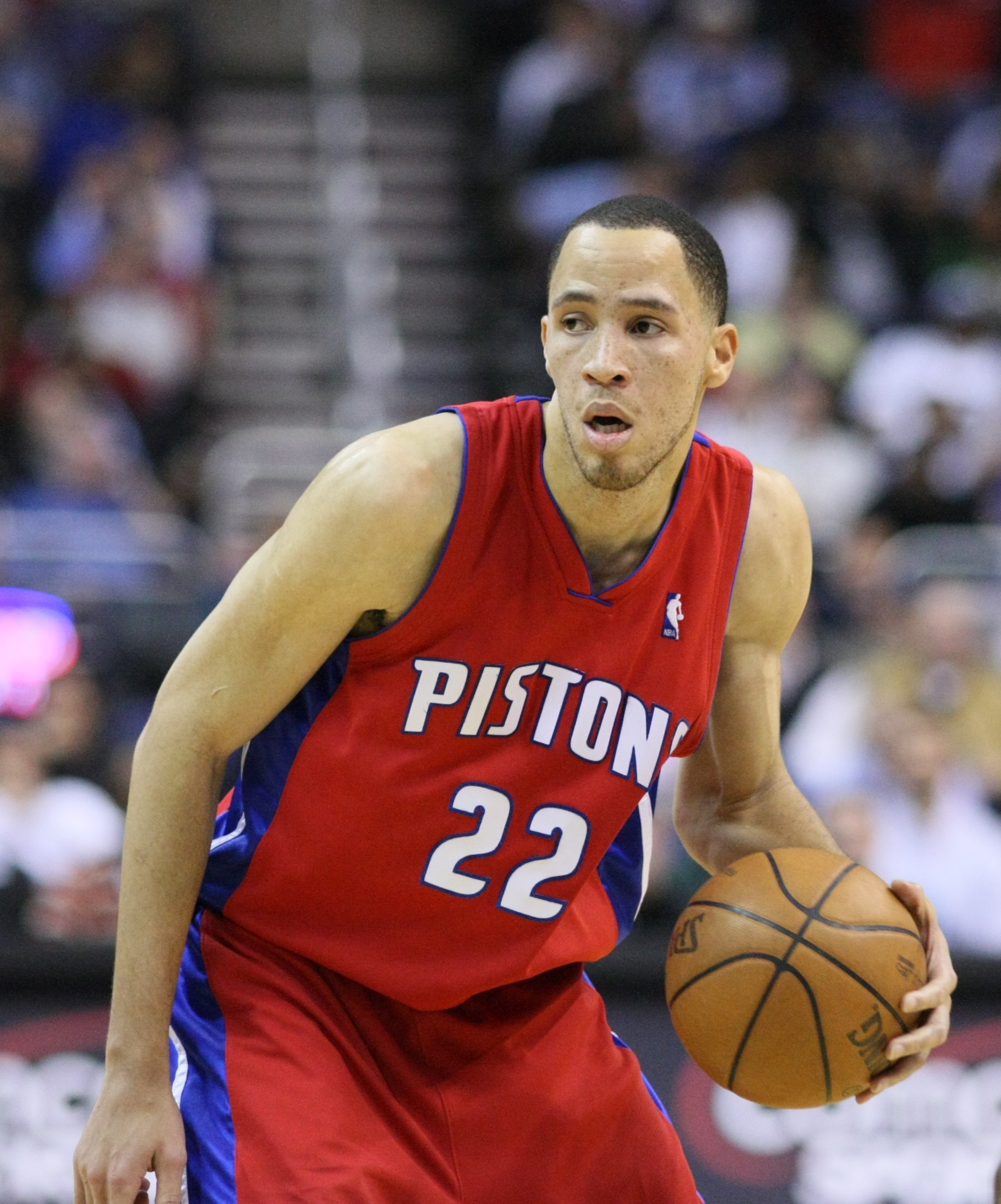
Tayshaun Prince ganó el premio en 2001 con Kentucky.

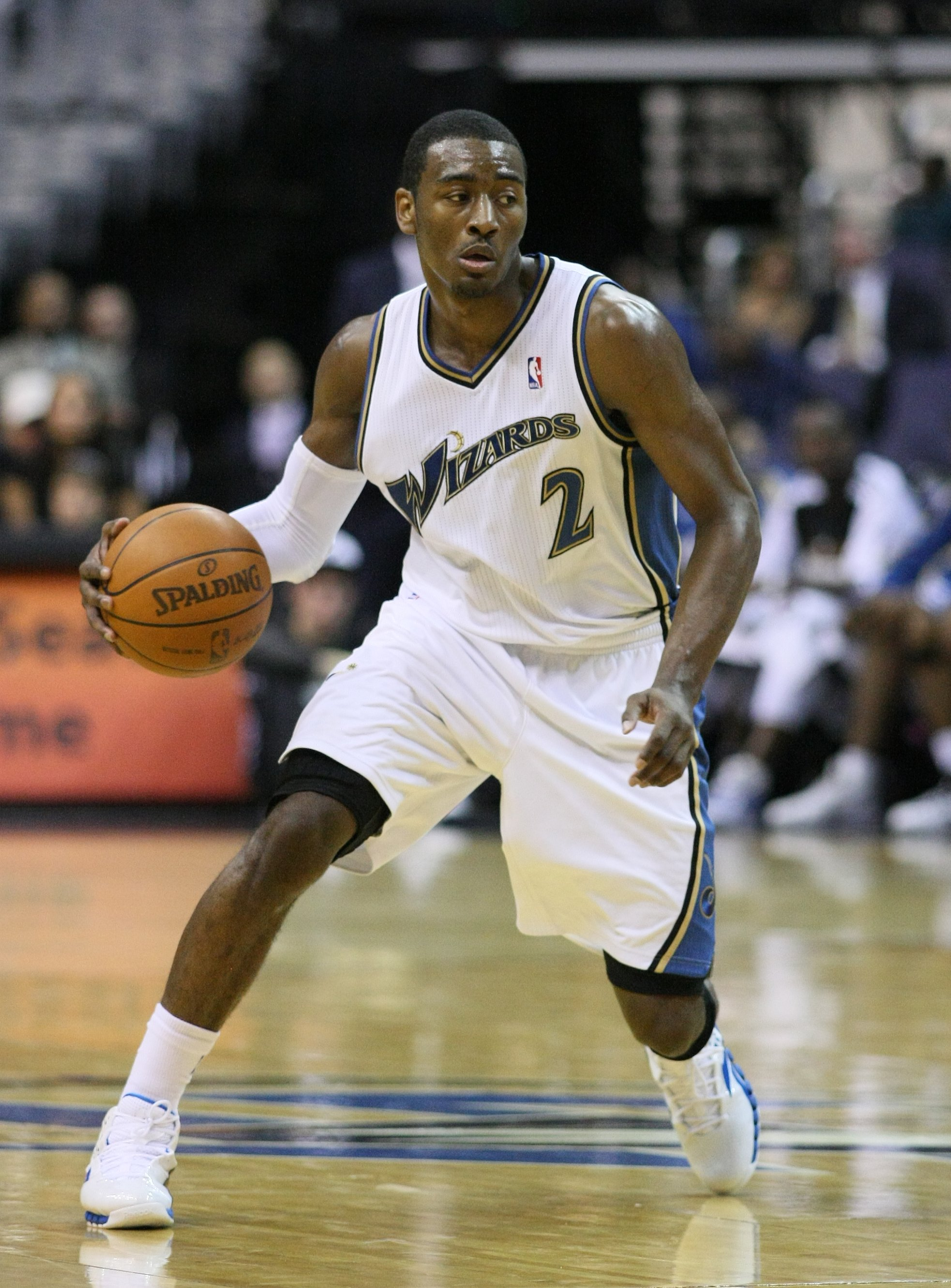
John Wall ganó el premio en 2010 con Kentucky.

| †           | Co-Jugadores del Año                                                                                                |
| *           | Ganador del premio al mejor universitario del año: el Naismith College Player of the Year o el John R. Wooden Award |
| A           | Elección de Associated Press                                                                                        |
| E           | Elección de los entrenadores de la SEC                                                                              |
| U           | Elección de United Press International                                                                              |
| Jugador (X) | Denota el número de veces que ha conseguido el galardón                                                             |

| Temporada | Jugador                  | Universidad       | Posición          | Curso     | Referencia    |
| --------- | ------------------------ | ----------------- | ----------------- | --------- | ------------- |
| 1964–65   | Clyde Lee                | Vanderbilt        | Pívot/Ala-Pívot   | Junior    |               |
| 1965–66†  | Clyde LeeU (2)           | Vanderbilt        | Pívot/Ala-Pívot   | Senior    |               |
| 1965–66†  | Pat RileyA               | Kentucky          | Escolta/Alero     | Senior    |               |
| 1966–67   | Ron Widby                | Tennessee         | Alero             | Senior    |               |
| 1967–68   | Pete Maravich            | LSU               | Base              | Sophomore |               |
| 1968–69   | Pete Maravich (2)        | LSU               | Base              | Junior    |               |
| 1969–70   | Pete Maravich* (3)       | LSU               | Base              | Senior    |               |
| 1970–71   | Johnny Neumann           | Ole Miss          | Escolta/Alero     | Senior    |               |
| 1971–72†  | Mike EdwardsU            | Tennessee         | Escolta           | Junior    |               |
| 1971–72†  | Tom ParkerA              | Kentucky          | Ala-Pívot         | Senior    |               |
| 1972–73†  | Kevin GreveyA            | Kentucky          | Escolta/Alero     | Sophomore |               |
| 1972–73†  | Wendell HudsonA, U       | Alabama           | Alero             | Senior    |               |
| 1973–74   | Jan van Breda Kolff      | Vanderbilt        | Escolta/Alero     | Senior    |               |
| 1974–75†  | Kevin GreveyA (2)        | Kentucky          | Escolta/Alero     | Senior    |               |
| 1974–75†  | Bernard KingU            | Tennessee         | Alero             | Sophomore |               |
| 1975–76   | Bernard King (2)         | Tennessee         | Alero             | Junior    |               |
| 1976–77†  | Ernie GrunfeldA, U       | Tennessee         | Alero             | Senior    |               |
| 1976–77†  | Bernard KingU (3)        | Tennessee         | Alero             | Senior    |               |
| 1977–78   | Reggie King              | Alabama           | Alero             | Junior    |               |
| 1978–79   | Reggie King (2)          | Alabama           | Alero             | Senior    |               |
| 1979–80   | Kyle Macy                | Kentucky          | Base/Escolta      | Senior    |               |
| 1980–81   | Dominique Wilkins        | Georgia           | Alero             | Junior    |               |
| 1981–82   | Dale Ellis               | Tennessee         | Escolta/Alero     | Junior    |               |
| 1982–83†  | Dale EllisA (2)          | Tennessee         | Escolta/Alero     | Senior    |               |
| 1982–83†  | Jeff MaloneU             | Mississippi State | Escolta           | Senior    |               |
| 1983–84   | Charles Barkley          | Auburn            | Pívot             | Junior    |               |
| 1984–85   | Kenny Walker             | Kentucky          | Ala-Pívot         | Junior    |               |
| 1985–86   | Kenny Walker (2)         | Kentucky          | Ala-Pívot         | Senior    |               |
| 1986–87†  | Derrick McKeyA, E, U     | Alabama           | Ala-Pívot         | Junior    |               |
| 1986–87†  | Tony WhiteU              | Tennessee         | Base              | Senior    |               |
| 1987–88   | Will Perdue              | Vanderbilt        | Pívot             | Senior    |               |
| 1988–89   | Chris Jackson            | LSU               | Base              | Freshman  |               |
| 1989–90   | Chris Jackson (2)        | LSU               | Base              | Sophomore |               |
| 1990–91   | Shaquille O'Neal*        | LSU               | Pívot             | Sophomore |               |
| 1991–92   | Shaquille O'Neal (2)     | LSU               | Pívot             | Junior    |               |
| 1992–93†  | Billy McCaffreyA         | Vanderbilt        | Escolta           | Junior    |               |
| 1992–93†  | Jamal MashburnA, E       | Kentucky          | Escolta/Alero     | Junior    |               |
| 1993–94   | Corliss Williamson       | Arkansas          | Ala-Pívot         | Junior    |               |
| 1994–95   | Corliss Williamson (2)   | Arkansas          | Ala-Pívot         | Senior    |               |
| 1995–96   | Tony Delk                | Kentucky          | Base              | Senior    |               |
| 1996–97   | Ron Mercer               | Kentucky          | Alero/Escolta     | Sophomore |               |
| 1997–98   | Ansu Sesay               | Ole Miss          | Ala-Pívot         | Senior    |               |
| 1998–99   | Chris Porter             | Auburn            | Alero/Ala-Pívot   | Junior    |               |
| 1999–00†  | Dan LanghiA, E           | Vanderbilt        | Alero             | Junior    |               |
| 1999–00†  | Stromile SwiftA          | LSU               | Pívot             | Sophomore |               |
| 2000–01   | Tayshaun Prince          | Kentucky          | Alero             | Junior    |               |
| 2001–02   | Erwin Dudley             | Alabama           | Ala-Pívot/Pívot   | Junior    |               |
| 2002–03†  | Keith BogansE            | Kentucky          | Escolta           | Senior    | [ 2 ]         |
| 2002–03†  | Ron SlayA                | Tennessee         | Ala-Pívot         | Senior    | [ 2 ]         |
| 2003–04   | Lawrence Roberts         | Mississippi State | Ala-Pívot         | Junior    | [ 3 ]         |
| 2004–05   | Brandon Bass             | LSU               | Ala-Pívot         | Sophomore | [ 4 ]         |
| 2005–06   | Glen Davis               | LSU               | Pívot             | Sophomore | [ 5 ]         |
| 2006–07†  | Derrick ByarsE           | Vanderbilt        | Escolta/Alero     | Senior    |               |
| 2006–07†  | Chris LoftonA            | Tennessee         | Escolta           | Sophomore | [ 6 ]         |
| 2007–08   | Shan Foster              | Vanderbilt        | Escolta/Alero     | Senior    | [ 7 ] [ 8 ]   |
| 2008–09   | Marcus Thornton          | LSU               | Escolta           | Senior    | [ 9 ]         |
| 2009–10   | John Wall                | Kentucky          | Base              | Freshman  | [ 10 ]        |
| 2010–11   | Chandler Parsons         | Florida           | Alero             | Senior    | [ 11 ]        |
| 2011–12   | Anthony Davis*           | Kentucky          | Pívot             | Freshman  | [ 12 ] [ 13 ] |
| 2012–13   | Kentavious Caldwell-Pope | Georgia           | Escolta           | Sophomore | [ 14 ] [ 15 ] |
| 2013–14   | Scottie Wilbekin         | Florida           | Base              | Senior    | [ 16 ] [ 17 ] |
| 2014–15   | Bobby Portis             | Arkansas          | Ala-Pívot         | Sophomore | [ 18 ] [ 19 ] |
| 2015–16   | Tyler Ulis               | Kentucky          | Base              | Sophomore | [ 20 ] [ 21 ] |
| 2016–17†  | Malik MonkA              | Kentucky          | Escolta           | Freshman  | [ 22 ]        |
| 2016–17†  | Sindarius ThornwellE     | South Carolina    | Escolta           | Senior    | [ 23 ]        |
| 2017–18†  | Yante MatenA             | Georgia           | Ala-Pívot         | Senior    | [ 24 ]        |
| 2017–18†  | Grant WilliamsE          | Tennessee         | Ala-Pívot         | Sophomore | [ 25 ]        |
| 2018–19   | Grant Williams (2)       | Tennessee         | Ala-Pívot         | Junior    | [ 26 ] [ 27 ] |
| 2019–20†  | Mason JonesA             | Arkansas          | Escolta           | Junior    | [ 28 ]        |
| 2019–20†  | Reggie PerryA            | Mississippi State | Ala-Pívot         | Sophomore | [ 29 ]        |
| 2019–20†  | Immanuel QuickleyE       | Kentucky          | Escolta           | Sophomore | [ 30 ]        |
| 2020-21   | Herbert Jones            | Alabama           | Escolta/Alero     | Senior    | [ 31 ] [ 32 ] |
| 2021-22   | Oscar Tshiebwe           | Kentucky          | Pívot             | Junior    | [ 33 ] [ 34 ] |
| 2022–23   | Brandon Miller           | Alabama           | Alero             | Freshman  | [ 35 ]        |
| 2023–24   | Dalton Knecht            | Tennessee         | Escolta           | Graduado  | [ 36 ] [ 37 ] |
| 2024–25   | Johni Broome             | Auburn            | Ala-Pívot / Pívot | Senior    | [ 38 ] [ 39 ] |

## Ganadores por universidad
| Universidad (en SEC desde) | Premios | Años |
| -------------------------- | ------- | --- |
| Kentucky (1932)            | 18      | 1966†, 1972†, 1973†, 1975†, 1980, 1985, 1986, 1993, 1996, 1997, 2001, 2003†, 2010, 2012, 2016, 2017†, 2020†, 2022 |
| Tennessee (1932)           | 14      | 1967, 1972†, 1975†, 1976, 1977 (×2)†, 1982, 1983†, 1987†, 2003†, 2007†, 2018†, 2019, 2024                         |
| LSU (1932)                 | 11      | 1968, 1969, 1970, 1989, 1990, 1991, 1992, 2000†, 2005, 2006, 2009                                                 |
| Vanderbilt (1932)          | 8       | 1965, 1966†, 1974, 1988, 1993†, 2000†, 2007†, 2008                                                                |
| Alabama (1932)             | 7       | 1973†, 1978, 1979, 1987†, 2002, 2021, 2023                                                                        |
| Arkansas (1991)            | 4       | 1994, 1995, 2015, 2020†                                                                                           |
| Georgia (1932)             | 3       | 1981, 2013, 2018†                                                                                                 |
| Mississippi State (1932)   | 3       | 1983†, 2004, 2020†                                                                                                |
| Auburn (1932)              | 3       | 1984, 1999, 2025                                                                                                  |
| Ole Miss (1932)            | 2       | 1971, 1998 |
| Florida (1932)             | 2       | 2011, 2014 |
| South Carolina (1991)      | 1       | 2017† |
| Missouri (2012)            | 0       | — |
| Oklahoma (2024)            | 0       | — |
| Texas (2024)               | 0       | — |
| Texas A&M (2012)           | 0       | — |